# Vayu

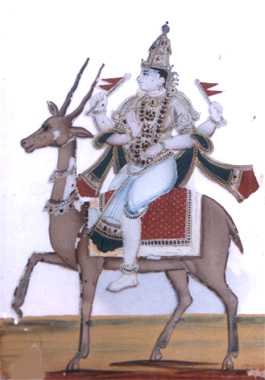
Vayu op zijn vahana

Vayu (Sanskriet वायु, Vāyu, 'wind', 'lucht'), ook bekend als Vāta वात of Pavana पवन ('reiniger'), is als god van de wind(en) een van de voorname goden in het hindoeïsme en is de vader van Bhima en de spirituele vader van de god Hanuman. Net als bijvoorbeeld aarde en vuur is het een van de klassieke elementen (panchamahābhuta) in het hindoeïsme. Het Sanskrietwoord voor 'vāta' betekent geblazen, 'vāyu' blazer en 'prāna' ademen (ook wel levensadem). Er wordt daarom ook naar hem verwezen als de god van het leven. Hij wordt verder omschreven als "Anila" (Adem), "Marut" (Lucht, die voor het leven nodig is), "Sparsana" (die aanraakt), "Gandavaha" (die geuren draagt), "Mukhya-Vāyu" (de heerser Vayu) of "Mukhya Prāna" (de heerser van Leven).
Er is een stel van vijf goden die allemaal Prāna (leven) heten, met Mukhya-Prāna als leider tussen hen. Om deze reden wordt er in Hindi en andere Indische talen bij een overlijden ook weleens gezegd: zijn levens gingen heen, in plaats van zijn leven ging heen. De vijf goden staan in de klassieke literatuur bekend onder Prāna, Apāna, Vyāna, Udāna en Samāna, en beheersen het leven, de wind, tast/gevoel, spijsvertering en afscheiding.
Vayu is volgens hymnes uitzonderlijk mooi en rijdt geruisloos in zijn glanzende paardenspan die voortgetrokken wordt door twee, negenenveertig, negenennegentig, honderd of ook wel duizend witte en rode of paarse paarden. Een wit vaandel is zijn belangrijkste kenmerk als hij als een witte man op een hert rijdt.